# Funk proibidão
Funk proibidão é um estilo musical de funk carioca surgido durante a década de 1990 nas favelas do Rio de Janeiro.
Comercializados de forma clandestina, os funks proibidões tratam da realidade das comunidades onde ocorre o tráfico de drogas. Embora frequentemente considerado como um subgênero que exalta o tráfico de drogas, sendo pouco divulgado fora das favelas, artistas como MV Bill afirmam que o proibidão apenas retrata a realidade violenta da favela. A temática é muito similar à dos rappers americanos do chamado gangsta rap.
Algumas composições destacam os feitos dos traficantes contra a polícia e defendem a eliminação dela. São expoentes desse estilo MC Daleste e MC Smith, entre outros. Muitos dos artistas que gravam proibidão também gravam canções lançadas comercialmente. Entre estes está MC Poze do Rodo, MC Tikão  e MC Colibri. Algumas composições também exaltam as façanhas de determinadas facções do crime, como: Comando Vermelho, Terceiro Comando, Terceiro Comando Puro e Amigos dos Amigos, todos do Rio de Janeiro (sobretudo da cidade do Rio de Janeiro) e ainda o PCC (Primeiro Comando da Capital), da cidade de São Paulo.